# مانويل سارابيا
مانويل سارابيا (بالإسبانية: Manu Sarabia) ، من مواليد 9 يناير 1957 ، لاعب كرة قدم إسباني سابق.
لعب مع منتخب إسبانيا لكرة القدم.

## روابط خارجية
- مانويل سارابيا على موقع الاتحاد الأوربي (الإنجليزية)
- مانويل سارابيا على موقع قاعدة بيانات كرة القدم.إي يو (الإنجليزية)
- مانويل سارابيا على موقع ناشيونال فوتبول تيمز (الإنجليزية)